# WWE 24/7 Championship
WWE 24/7 Championship (em português: Campeonato 24/7 da WWE) foi um campeonato de luta livre profissional criado e promovido pela promoção americana WWE. Ele era um campeonato aberto disponível para qualquer pessoa - independentemente do sexo ou status de emprego da WWE. O campeonato tinha uma regra especial, que era poder ser defendido "24/7", a qualquer hora, em qualquer lugar, desde que um árbitro da WWE estivsse presente para fazer a contagem para um pinfall ou confirmar uma submissão. Por causa dessa regra, o campeonato esteve disponível em todas as divisões de marcas da WWE - suas duas principais marcas Raw e SmackDown, e suas duas marcas de desenvolvimento NXT e NXT UK.
As mudanças de título podiam ocorrer fora dos eventos programados da WWE, geralmente com vídeos postados no site da promoção e nas contas de mídia social. A última campeã foi Nikki Cross do Raw.
O título foi revelado por Mick Foley no episódio de 20 de maio de 2019 do Monday Night Raw, onde Titus O'Neil do Raw se tornou o campeão inaugural. É semelhante ao Campeonato Hardcore da WWE anterior, que também tinha uma regra de 24 horas por dia, 7 dias por semana. Essa regra poderia ser suspensa temporariamente por uma figura de autoridade, geralmente feita durante uma defesa de título agendada ou lutas sem título que envolvam o campeão.

## História

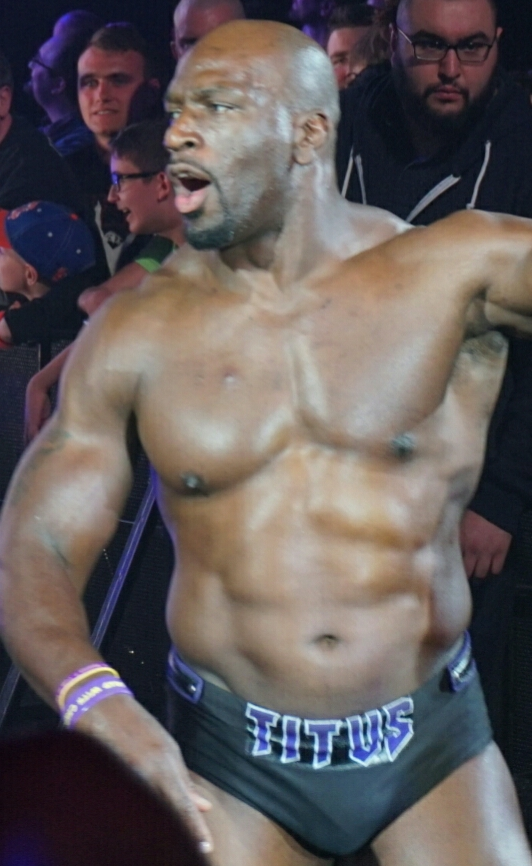
Titus O'Neil, o primeiro campeão 24/7 da WWE.

Durante o pay-per-view Money in the Bank de 2019 e o evento WWE Network em 19 de maio, a WWE anunciou que um novo título seria introduzido no episódio da noite seguinte do Raw, onde a lenda do hardcore e o Hall da Fama Mick Foley revelou o Campeonato 24/7 da WWE. Como o antigo Campeonato Hardcore da WWE e sua "regra 24/7", o Campeonato 24/7 pode ser defendido a qualquer hora, em qualquer lugar, desde que um árbitro da WWE esteja presente, daí seu nome. Devido a isso, Foley disse que o título poderia ser defendido em todas as divisões de marcas da WWE: Raw, SmackDown, NXT, NXT UK e 205 Live (205 Live foi dissolvido em 2022). Devido à dissolução do 205 Live, não se sabe se o título pode ser defendido em seu programa substituto, NXT Level Up. Ele também disse que as lendas da WWE poderiam retornar e lutar pelo título. Após a revelação, Foley colocou o cinturão no ringue e disse que quem conquistasse o campeonato primeiro em uma disputa seria o campeão inaugural. Titus O'Neil do Raw se tornou o campeão inaugural ao fazer isso, derrotando Cedric Alexander, Drake Maverick, EC3, Eric Young, Karl Anderson, Luke Gallows, Mojo Rawley e No Way Jose para reivindicar o título. Mais tarde foi confirmado que o título não era exclusivo de gênero e também poderia ser ganho por ex empregados da WWE após as respectivas vitórias da ex-lutadora da WWE Kelly Kelly e do apresentador de esportes da Fox Rob Stone.
Embora seja uma estipulação do campeonato, a regra 24/7 pode ser suspensa temporariamente por qualquer autoridade. Isso geralmente ocorre quando o campeão está envolvido em uma partida sem título. Por exemplo, depois que Elias ganhou o título de R-Truth no episódio de 28 de maio de 2019 do SmackDown Live, o comissário da marca Shane McMahon suspendeu a regra até depois da luta de duplas programada na mesma noite, na qual Elias e Truth estavam envolvidos. A regra também pode ser suspensa durante uma partida agendada pelo título para evitar que outros lutadores se envolvam. Por exemplo, quando R-Truth defendeu sem sucesso o título contra Elias em uma luta lumberjack no episódio de 4 de junho do SmackDown. Outro exemplo é quando o atual campeão R-Truth foi um convidado no "Miz TV" de The Miz e durante uma partida programada subsequente contra Drake Maverick, ambos no episódio de 24 de junho do Raw.
O ex-lutador da WWE No Way Jose disse em uma entrevista em 2021 que ele havia proposto a ideia para o Campeonato 24/7 a um escritor cerca de cinco meses antes da estreia do título. No entanto, de acordo com o jornalista de wrestling profissional Dave Meltzer, a ideia para o título foi proposta pela USA Network, onde Raw e SmackDown foram ao ar, em uma tentativa de aumentar a audiência durante a terceira hora do Raw. A audiência de ambos os programas estava em declínio; os episódios de 29 e 30 de abril de 2019 do Raw e SmackDown, respectivamente, atingiram um recorde de baixa para transmissões fora do feriado fora da temporada de futebol, com a audiência caindo mais durante a terceira hora do Raw. Em outubro de 2019, Meltzer informou que, após o Draft da WWE de 2019, o título só apareceria no Raw devido à mudança do SmackDown para a Fox, já que o título foi ideia da USA Network. Embora o título tenha sido estabelecido sob a regra de que poderia ser defendido em qualquer marca, ele apareceu principalmente no Raw desde esse draft, com apenas algumas exceções (como uma troca que ocorreu durante um segmento relacionado à WWE do Especial de Ano Novo).

## Design do cinturão
O design do cinto de campeonato apresenta três placas de ouro em uma pulseira de couro verde. A placa central circular destaca "24/7" no centro ("24" e "7" escrito em verde). O logotipo da WWE está afixado na parte superior, enquanto a palavra "CHAMPION" está escrita na borda da metade inferior da placa central. As duas placas laterais, uma de cada lado da placa central, são retangulares. Ao contrário da maioria dos outros cinturões de campeonato da WWE, as placas laterais não podem ser personalizadas com os logotipos do atual campeão (devido aos comprimentos relativamente curtos dos reinados do título, com a maioria nem durando um dia). Eles são em sua maioria em branco, mas com um design ornamentado simples no canto interno inferior e no canto externo superior de cada um. Como o cinto não tem placas laterais personalizáveis, Drake Maverick colocou adesivos que diziam "Maverick 24:7" no espaço em branco das placas laterais, enquanto Samir Singh colocou adesivos que soletravam "Bollywood" ao redor da placa central (como ele e seu irmão gêmeo Sunil, também um ex-campeão 24/7, se uniram como The Bollywood Boyz).

## Reinados
Houve 202 reinados divididos entre 57 personalidades diferentes. O campeão inaugural foi Titus O'Neil, do Raw. R-Truth,  teve o maior número de reinados, com 54 e mais reinados combinados, com 425 dias. Reggie teve o reinado mais longo, com 112 dias. O reinado de Tucker detém o recorde de ser o mais curto, durando aproximadamente 4 segundos. Pat Patterson é o campeão mais velho, conquistando o título aos 78 anos, enquanto Bad Bunny é o mais jovem, conquistando o título aos 26 anos. A última campeã foi Nikki Cross.

## Recepção
A revelação do título gerou uma reação negativa da plateia ao vivo, que o vaiaram durante a apresentação. Foley disse que a má recepção provavelmente se deveu aos fãs que queriam ver o retorno do Hardcore Championship em oposição a este novo título. Ele também estava esperançoso de que o novo cinturão traria de volta a diversão e excitação que o título Hardcore teve com sua regra 24/7, mas sem o mesmo perigo. O lutador aposentado e membro do Hall da Fama da WWE, Edge também disse que o conceito era divertido, mas o título "[era] o campeonato o mais feio já criado". Mike Johnson, do PWInsider, gostou do conceito, mas a introdução foi "boba", já que os fãs "acreditavam que, por apenas um segundo, este cinturão seria algo revelador que trouxesse algo arrojado de volta".
Dentro de algumas semanas, o título receberia os segmentos mais visualizados do Raw e do SmackDown, obtendo milhões de visualizações por vídeo.